# Bu Tingkai
Det här är en artikel om en person med kinesiskt personnamn; Bu är familjenamnet.
Bu Tingkai (kinesiska: 卜廷凯), född 19 december 1995, är en kinesisk kanotist.

## Karriär
Vid olympiska sommarspelen 2020 i Tokyo tävlade Bu i två grenar. Han slutade på åttonde plats tillsammans med Wang Congkang i K-2 1000 meter samt var en del av Kinas lag tillsammans med Yang Xiaoxu, Wang Congkang och Zhang Dong som blev utslagna i semifinalen på K-4 500 meter.